# Меса, Франсиско
Франси́ско Хавье́р Ме́са Па́льма (исп. Francisco Javier Meza Palma; 29 августа 1991, Барранкилья, Колумбия) — колумбийский футболист, защитник клуба «УНАМ Пумас».

## Биография
Меса — воспитанник клуба «Санта-Фе». 21 апреля 2011 года в матче против «Атлетико Хуниора» он дебютировал в Кубке Мустанга. 27 февраля 2012 года в поединке против «Депортес Киндио» он забил свой первый гол за «Санта-Фе». В том же году он помог команде чемпионом Колумбии, а через два года повторил достижение.
В 2015 году стал победителем турнира Суперлига Колумбии, в котором встречаются чемпионы Апертуры и Финалисасьона предыдущего сезона. Благодаря этой победе «Санта-Фе» получил путёвку в розыгрыш Южноамериканского кубка 2015. В этом турнире Франсиско провёл все 12 матчей своей команды и отметился забитым мячом в ворота аргентинского «Индепендьенте». Меса без замен провёл оба финальных матча против «Уракана». Санта-Фе завоевал трофей благодаря победе в серии пенальти — 3:1.
В начале 2016 года Меса перешёл в мексиканский УАНЛ Тигрес и сразу же был отдан в аренду в УНАМ Пумас. 21 февраля в матче против «Сантос Лагуна» он дебютировал в мексиканской Примере. После окончания аренды Франсиско присоединился к «тиграм». 18 февраля 2017 года в матче против «Веракрус» он дебютировал за основной состав. 9 апреля в поединке против «Некаксы» Меса забил свой первый гол за УАНЛ Тигрес. В том же году Франсиско помог клубу выиграть чемпионат.

## Международная карьера
Франсиско Меса пока не дебютировал в сборной Колумбии, но с сентября 2015 года стабильно вызывается в расположение национальной команды на товарищеские матчи и игры отборочного турнира к чемпионату мира 2018 года.

## Достижения
Командные
 «Санта-Фе»
- Чемпионат Колумбии по футболу — Апертура 2012
- Чемпионат Колумбии по футболу — Финалисасьон 2014
- Победитель Суперлиги Колумбии — 2015
- Обладатель Южноамериканского кубка (1): 2015

 УАНЛ Тигрес
- Чемпионат Мексики по футболу — Апертура 2017